# Christine Milton
Christine Milton (Amager, 18 de julio de 1985) es una cantante, compositora y bailarina profesional danesa. Fue una de las participantes de la versión danesa de la franquicia Popstars, habiendo competido en la temporada 2. A pesar de no ganar, firmó con el sello discográfico BMG.

## Carrera
Ella es la cantante original detrás del exitoso sencillo internacional de Jamelia «Superstar», que fue escrito y producido por los productores daneses Cutfather & Joe y Remee en 2003. Pasó siete semanas en el número uno en la lista oficial de sencillos daneses, vendió más de 12.000 copias y le dio a Milton su primer disco de oro y platino.
En 2004, fue copresentadora del concurso anual Danish MGP, un concurso de canciones para niños de entre 8 y 15 años, en DR1.
El 8 de abril de 2004, Milton lanzó su álbum debut Friday. Escrito y producido por los productores suecos Ghost (Ulf Lindström y Johan Ekhé), y los productores daneses Cutfather, Joe y Remee, el álbum fue un éxito número 1 en Dinamarca. También generó tres sencillos más, «Whicketywhack (I Ain't Coming Back)», «Shine On» y «So Addictive».
En 2005, prestó su voz para el doblaje de uno de los personajes de la película danesa de aventuras y comedia Racing Stripes.
En noviembre de 2006, «Superstar» apareció en el álbum debut de la cantante estadounidense Bianca Ryan, la primera ganadora del reality show de talentos America's Got Talent.
Milton lanzó su primer sencillo danés, «Det' forbi» («Se Acabó») en 2007. Un año después, lanzó el sencillo «Tilbage» en Smokenhagen Records, un sello propiedad del equipo de producción de hip-hop Madness 4 Real.
El 12 de abril de 2010, Milton regresó con el sencillo «Leave You Now», lanzado por Nightology Records, del productor danés Rune RK.

## Vida personal
Milton nació el 18 de julio de 1985 en Amager, Dinamarca, y se crio en Gilleleje, como una de cuatro hermanos.
Contrariamente a la creencia popular, ella no es la hija del árbitro de fútbol danés Kim Milton.

## Discografía

### Álbumes
- Friday (2004)

### Sencillos
| Año  | Título                               | Posiciones más altas en los gráficos | Posiciones más altas en los gráficos | Certificaciones  | Álbum  |
| Año  | Título                               | DIN                                  | NOR                                  | Certificaciones  | Álbum  |
| ---- | ------------------------------------ | ------------------------------------ | ------------------------------------ | ---------------- | ------ |
| 2003 | «Superstar»                          | 1                                    | 15                                   | - IFPI: Platinum | Friday |
| 2003 | «Whiketywhack (I Ain't Coming Back)» | 4                                    | —                                    |                  | Friday |
| 2004 | «Shine On»                           | 8                                    | —                                    |                  | Friday |
| 2004 | «So Addictive»                       | —                                    | —                                    |                  | Friday |
| 2007 | «Det' forbi»                         | —                                    | —                                    |                  | —      |
| 2008 | «Tilbage»                            | —                                    | —                                    |                  | —      |
| 2010 | «Leave You Now»                      | —                                    | —                                    |                  | —      |

## Premios
- FHM Dinamarca: «Las 100 mujeres más sexys del mundo» (2004): puesto n.º 41
- FHM Dinamarca: «Las 100 mujeres más sexys del mundo» (2005): puesto n.º 29